# Harrie Tillieprijs
De Harrie Tillieprijs is een tweejaarlijkse prijs die sinds 2003 wordt uitgereikt door de gemeente Roermond.  De prijs is genoemd naar de vroegere conservator van het Stedelijk Museum Roermond . Tegenwoordig heet dit museum het Cuypershuis, genoemd naar de architect Pierre Cuypers. Hoewel Cuypers vooral bekend is als architect (Rijksmuseum en Centraal Station Amsterdam) ontwierp hij ook inrichtingen van gebouwen. Daarom wordt deze prijs toegekend voor het werk van een actuele interieurvormgever.
Aan de prijs is een geldbedrag van 7.000 euro verbonden en een expositie in het Cuypershuis met bijbehorende publicatie.

## Winnaars
- 2023 - Fransje Gimbrère en het duo RAW COLOR[1]
- 2019 - Studio's Müller en Van Tol[2]
- 2017 - Studio Sabine Marcelis[3]
- 2015 -  Atelier Van Lieshout[4]
- 2013 -  Matthijs van Cruijsen van Studio Inamatt
- 2011 - niet uitgereikt
- 2009 - niet uitgereikt
- 2007-  Studio's Müller en Van Tol[5]
- 2005 - Studio Makkink & Bey[6]
- 2003 - Ted Noten[7]